# 斯馬茨維爾 (加利福尼亞州)
斯馬茨維爾（英語：Smartsville）是位於美國加利福尼亞州尤巴縣的一個人口普查指定地區。

## 地理
斯馬茨維爾的座標為39°12′17″N 121°17′55″W / 39.20472°N 121.29861°W，而該地最高點為海拔高度204米（即669英尺）。

## 人口
根據2010年美國人口普查的數據，斯馬茨維爾的面積為1.857平方千米，當中陸地面積為1.857平方千米，而水域面積為0.000平方千米。當地共有人口177人，而人口密度為每平方千米95人。